# Vacances en Pau
Vacances en Pau és un programa anual d'acollida temporal de nens sahrauís cada estiu (els mesos de juliol i agost) fet a diversos països destinataris, destacant Espanya com a principal des de la fi dels anys 1970. L'organitzen les distintes Associacions d'Amics amb el Poble Saharui i hi col·laboren ajuntaments i altres institucions locals. A Espanya, el programa està coordinat per la Coordinadora Estatal d'Associacions de Solidaritat amb el Sàhara.
Els països destinataris són diversos, sent Espanya el principal i l'iniciador.
L'objectiu de l'acolliment és evitar que els nens estiguen sotmesos als més de 40 graus que fa al desert, rebre revisions mèdiques i l'intercanvi cultural.
Els nens són seleccionats a les escoles entre els qui no tenen cap problema físic o mental que impedisca les activitats del dia a dia. Cada associació involucrada en el programa selecciona les famílies receptores mitjançant un qüestionari. Les seleccionades per a ser receptores reben una xerrada informativa i un llibre explicatiu.
Alguna vegada ocorre que una malaltia que pateixen els impedeix tornar de manera que els nens aprofiten per estudiar.

## Història
El programa es va iniciar per a allunyar als nens habitants del desert del Sàhara però acabat el conflicte el programa continuà amb l'objectiu de donar-los assistència sanitària, ajuda al seu desenvolupament, alimentació i com a part d'un descans.
Santiago Carrillo (del Partit Comunista d'Espanya), Marcos Ana i Marcelino Camacho (de Comissions Obreres) va fer un viatge el septembre de 1979 iniciant el programa. Foren cent nens portats. Aquest programa s'inicià en el context del conflicte entre el Sàhara Occidental dirigit pel Front Polisario. Els saharauís es van desplaçar als voltants de Tindouf, una terra inhòspita cedida per Algèria. Allí es mantenen fins a l'actualitat.
El programa tal com es coneix avui en dia s'inicià el 1988 sota el nom de "Els amics del poble saharahuí".
El programa entrà en auge a partir de la primera meitat de la dècada de 1990.
La crisi financera espanyola del 2008 implicà dificultats econòmiques per a les famílies acollidores espanyoles.
El 2018 l'Ajuntament de València subvencionà amb 14.000 euros el programa.

### Andorra
A Andorra es va fer des de l'any 2006 fins al 2017.
El 2016 les condicions burocràtiques per a l'acolliment es feren més difícils a Andorra, cosa que implicà obstacles per a l'acolliment per part de 10 famílies andorranes. Finalment es va aconseguir que l'acolliment es fera.
L'estiu de 2018 no van poder acollir les sis famílies andorranes per un problema burocràtic, car el govern andorrà demanava passaports individuals per als nens, cosa impossible per la seua condició d'apàtrides i perquè el cost era de 3.000 euros, cosa inassumible. Va ser el primer any que no van poder acollir a Andorra en el marc d'aquest programa.

## Estat de salut dels nens
En general els nens són gent prou sana que està vacunada segons el calendari RASD. Domènech Avaria (2012, p. 95-96), basant-se en una mostra de nens acollits al País Valencià, trobà que hi havia problemes de salut de diversos tipus com càries, desequilibri de macronutrients i altres i informà que el personal sanitari tractà la majoria dels problemes.